# Vinnie Dargaud
Pour les articles homonymes, voir Dargaud (homonymie).
Vinnie Dargaud, de son vrai nom Kevin Dargaud, est un comédien français, né le 11 mars 1988 à Saint-Denis à La Réunion. Il est connu principalement pour jouer dans les séries Scènes de ménages et Clem.

## Biographie
Le père de Vinnie Dargaud est un chef d'entreprise. Sa mère Kelly Hoarau a été élue Miss Réunion 1977 puis est devenue Miss France 1978 pendant six mois par intérim après avoir été la deuxième dauphine de Pascale Taurua.
Il obtient un master 2 en droit des affaires et la validation d’un diplôme de Sciences Po Paris. Parallèlement, il s'inscrit au Cours Florent à Paris et prend des cours pendant quatre ans. En 2009, il fait ses débuts sur les planches dans Théâtre en liberté, adapté de Victor Hugo.

### Carrière
Dans les années qui suivent, Vinnie Dargaud enchaîne les pièces de théâtre, alternant entre les classiques et le contemporain tels que Les Estivants, Le Médecin malgré lui, Lorenzaccio et La Mécanique du cœur sans perdre de vue sa formation en droit des affaires et sciences politiques. Il passe deux ans à New York pour parfaire sa formation en business.
En 2011, il débute à la télévision dans un téléfilm, Un autre monde de France 3. La même année, il tourne dans un court métrage, Les Barbares.
De 2016 à 2017, il participe aux séries Instinct et Commissariat central.
Entre 2018 et 2019, il intervient dans la huitième et neuvième saison de la série Clem où il incarne le petit ami de Clémentine.
Depuis 2018, il incarne l'un des personnages principaux de la série Scènes de ménages sur M6. Il interprète Léo qui est en couple avec Leslie. Ce cinquième couple est décrit comme « un couple de citadins, ensemble depuis un an qui viennent d’emménager dans une sorte de petit loft appartenant aux parents de Léo et meublé de bric et de broc,. »

### Vie privée
Il a été marié pendant 10 ans avec l'actrice Manon Azem qui a notamment joué dans la série Section de recherches.

## Filmographie

### Cinéma

#### Longs métrages
- 2018 : Je ne suis pas un homme facile d'Éléonore Pourriat : Muguet
- 2020 : Chacun chez soi de Michèle Laroque : Jules

#### Courts métrages
- 2011 : Les Barbares de Julien Sorel
- 2012 : Dalila de Julian Vogel
- 2012 : Le Baiser de Julian Vogel

### Télévision

#### Séries télévisées
- 2016 : Commissariat central : Yohann Berthomier
- 2016 - 2017 : Instinct : Max Russo
- 2018 - 2019 : Clem : Baptiste
- Depuis 2018 : Scènes de ménages : Léo
- 2024 : Murder Club : Julien Fauvel

#### Téléfilms
- 2011 : Un autre monde de Gabriel Aghion : Baptiste Moustien
- 2023 : L'Incroyable Embouteillage de David Charhon : Anatole
- 2025 : Haute saison de Clément Michel : Alex Cerutti
- 2025 : Le Noël de Monsieur Hubert de Robin Sykes